# (1839) Ragazza
(1839) Ragazza es un asteroide que forma parte del cinturón de asteroides y fue descubierto el 20 de octubre de 1971 por Paul Wild desde el observatorio de Berna-Zimmerwald, Suiza.

## Designación y nombre
Ragazza fue designado inicialmente como 1971 UF.
Más tarde se nombró por la palabra italiana para chica en referencia a Bad Ragaz.

## Características orbitales
Ragazza está situado a una distancia media del Sol de 2,802 ua, pudiendo acercarse hasta 2,337 ua y alejarse hasta 3,268 ua. Su inclinación orbital es 10,16° y la excentricidad 0,1661. Emplea en completar una órbita alrededor del Sol 1713 días.